# Донбаський історико-літературний музей Василя Стуса
Донбаський історико-літературний музей Василя Стуса — музей заснований за ініціативою Олега Федорова, 4 вересня 2002 року у місті Горлівка на честь українського поета-шістдесятника, політв'язня СРСР, дисидента, члена Української Гельсінської групи, борця за незалежність України у XX столітті — Василя Стуса. В 2012 року музей перенесено до Донецьку. З 2014 році через окупацію музей припинив свою діяльність.

## Історія
За деякими джерелами, створення музею почалося в 1997 році.
Музей було офіційно відкрито 4 вересня 2002 року в Горлівці, де молодий поет, випускник Донецького педінституту, протягом 1961—1963 рр. працював учителем української мови та літератури. Відкриття музею приурочили до дня смерті поета. Василь Стус помер вночі з 4 на 5 вересня 1985 р. у карцері табору для політв'язнів у Пермській області.
Ініціатором створення музею був підполковник міліції Олег Федоров. Його створенню сприяли Горлівський завод «Еластомер» та Всеукраїнський фонд ветеранів МВС України. Саме на території заводу «Еластомер», за адресою вулиця Білгородська, 58, музей розташовувався у Горлівці.
Пізніше Музей переїхав з території заводу до центру міста, а біля самого заводу з'явився сквер Василя Стуса.
В 2011 році через вік і проблем зі здоров'ям з поста директора музею Федоров пішов. Жодного сприяння приватний музей Стуса не мав, тому виникла загроза існування музею та втрати експонатів. Олегом Федоровим було прийнято рішення передати зібрану колекцію в дар державі з метою створення літературного музею в Донецьку.
У грудні 2011 року заступник Голови Адміністрації Президента України Ганна Герман заявила, що в майбутньому музей буде перенесено в Донецьк. З 20 грудня 2012 року музей знаходиться в Донецькій обласній універсальній науковій бібліотеці. Музей отримав державне фінансування.
15 жовтня 2013 року в Горлівці відкритий в адміністративному корпусі заводу «Еластомер» оновлений музей Василя Стуса, під назвою «Василь Стус — жертва тоталітарного режиму». Ініціатором відкриття музею став директор заводу «Еластомер», почесний голова комітету Музею Василя Стуса Грайр Хачатрян. На думку сина поета, Дмитра Стуса, музей зайняв правильну лінію — позиціонувати Василя Стуса як борця з тоталітарним режимом.
З 2014-го музей в Донецьку припинив свою публічну діяльність. Станом на 2020 рік є свідчення, що нічого страшного з експонатами музею не трапилося, хоча для огляду вони закриті.
Відкритий восени 2013 року на одному з промислових підприємств Горлівки філіал Донбаського історико-літературного музею В. Стуса також потрапив під обстріли під час бойових дій в 2014—2015 року. Зазнали пошкоджень виробничі приміщення і завод, який, як і більшість підприємств у захопленому бойовиками місті, тепер не працює.

## Експозиція
У музеї представлені ксерокопії листів Василя Стуса з місць заслання, сімейні фотографії, студентські конспекти, численні документи: рішення судових колегій; постанова про виселення засудженого поета в штрафний ізолятор; копії різних довідок і інше. Крім того, у музеї знаходяться особисті речі Василя Стуса: осіннє півпальто, виконане в нетрадиційному українському стилі; записні книжки, олівці, ручки.
Експозиція розташовується в хронологічному порядку від дня народження поета до його смерті.
Музей налічує близько однієї тисячі експонатів:
- твори Стуса;
- рідкісні фотографії;
- відбитки пальців поета, що знімалися під час арештів;
- матеріали архівів КДБ;
- листи;
- конспекти;
- автографи;
- численні газето-журнальні матеріали;
- клапоть тюремної роби;
- макет Музею-табору «Перм-36»;

## Інші музеї присвячені Василю Стусу
Існує також музей в Києві і на батьківщині поета в селі Рахнівка Вінницької області.

## Галерея

Номер газети, присвячений відкриттю у Горлівці приватного Донбаського музею Василя Стуса. 4 вересня 2002 рік
Дмитро Стус (син Василя Стуса) та Олег Федоров (засновник музея). Донецьк. 2002 р.
На відкритті нової експозиції музею, м. Горлівка